# Comuna Steneatîn, Sokal
Steneatîn (în ucraineană Стенятин) este o comună în raionul Sokal, regiunea Liov, Ucraina, formată din satele Roiatîn și Steneatîn (reședința).

## Demografie
Componența lingvistică a comunei Steneatîn
     Ucraineană (99,82%)
     Alte limbi (0,18%)
Conform recensământului din 2001, majoritatea populației comunei Steneatîn era vorbitoare de ucraineană (99,82%), existând în minoritate și vorbitori de alte limbi.